# Powiat de Prudnik
Le powiat de Prudnik (en polonais : powiat prudnicki) est un powiat de la voïvodie d'Opole, dans le sud-ouest de la Pologne.

## Division administrative
Le powiat comprend 4 communes :
- 3 communes urbaines-rurales : Biała, Głogówek et Prudnik ;
- 1 commune rurale : Lubrza.

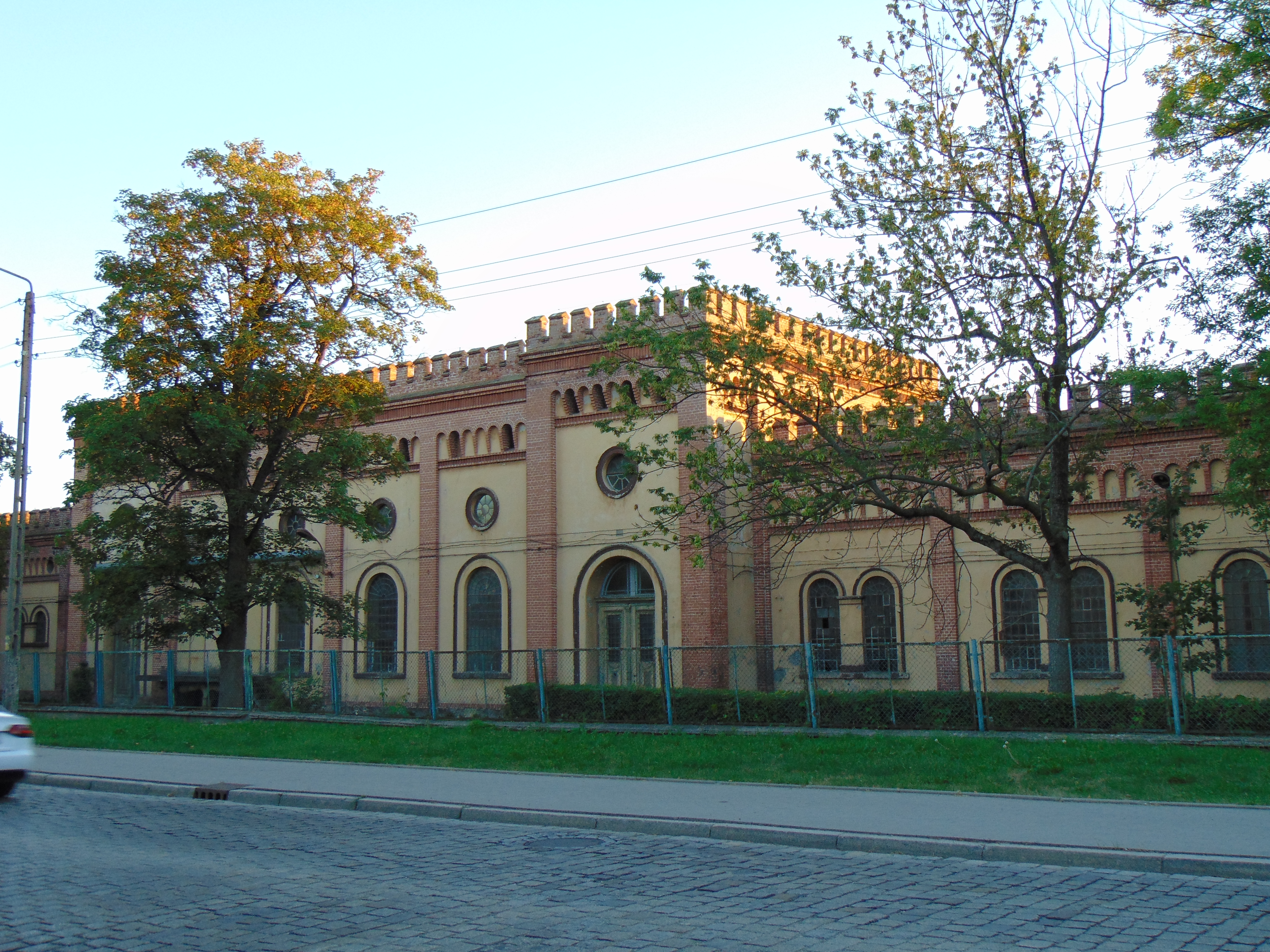
Ancienne usine Frotex, à Prudnik.
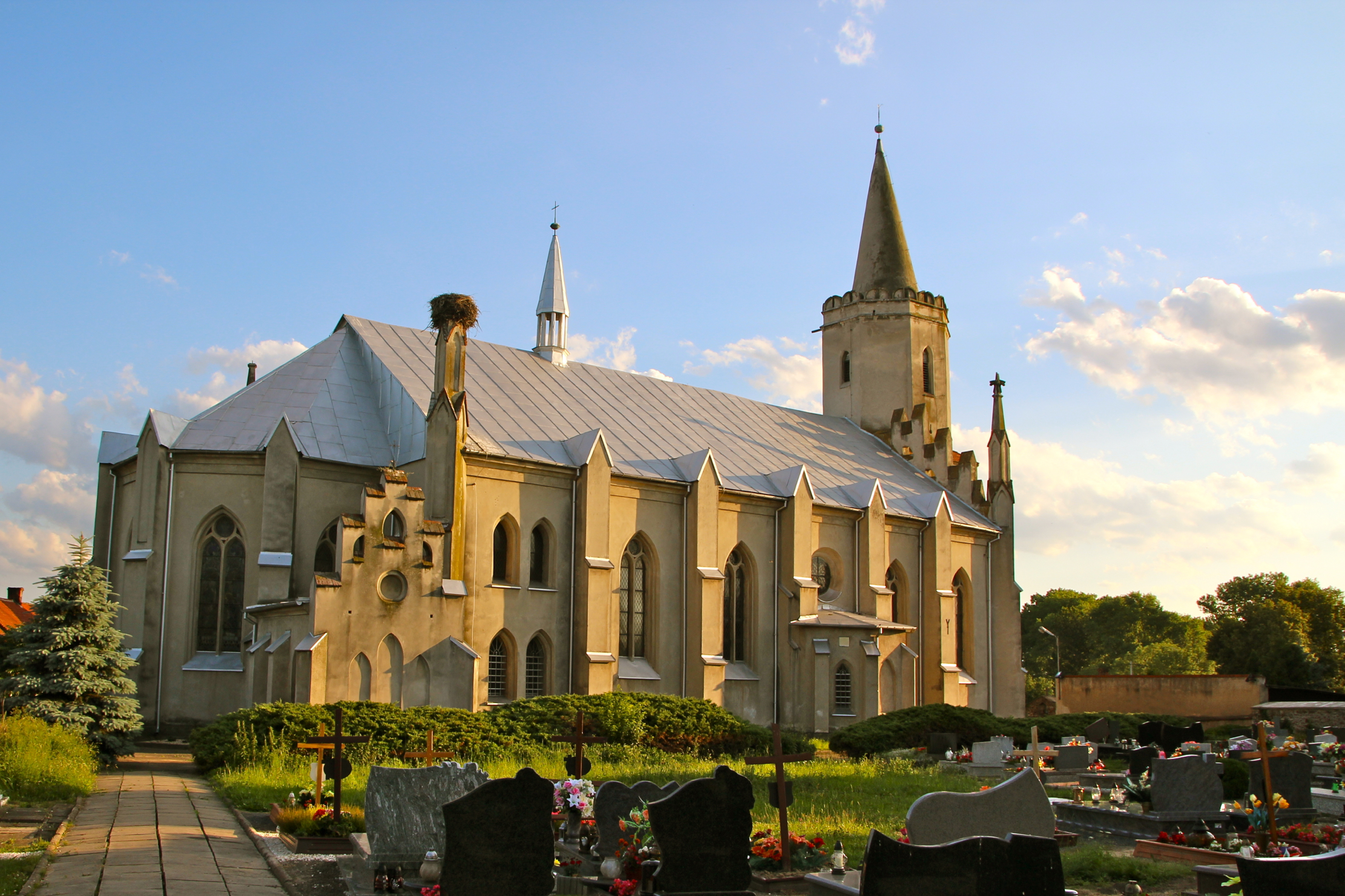
Église de Dytmarów.
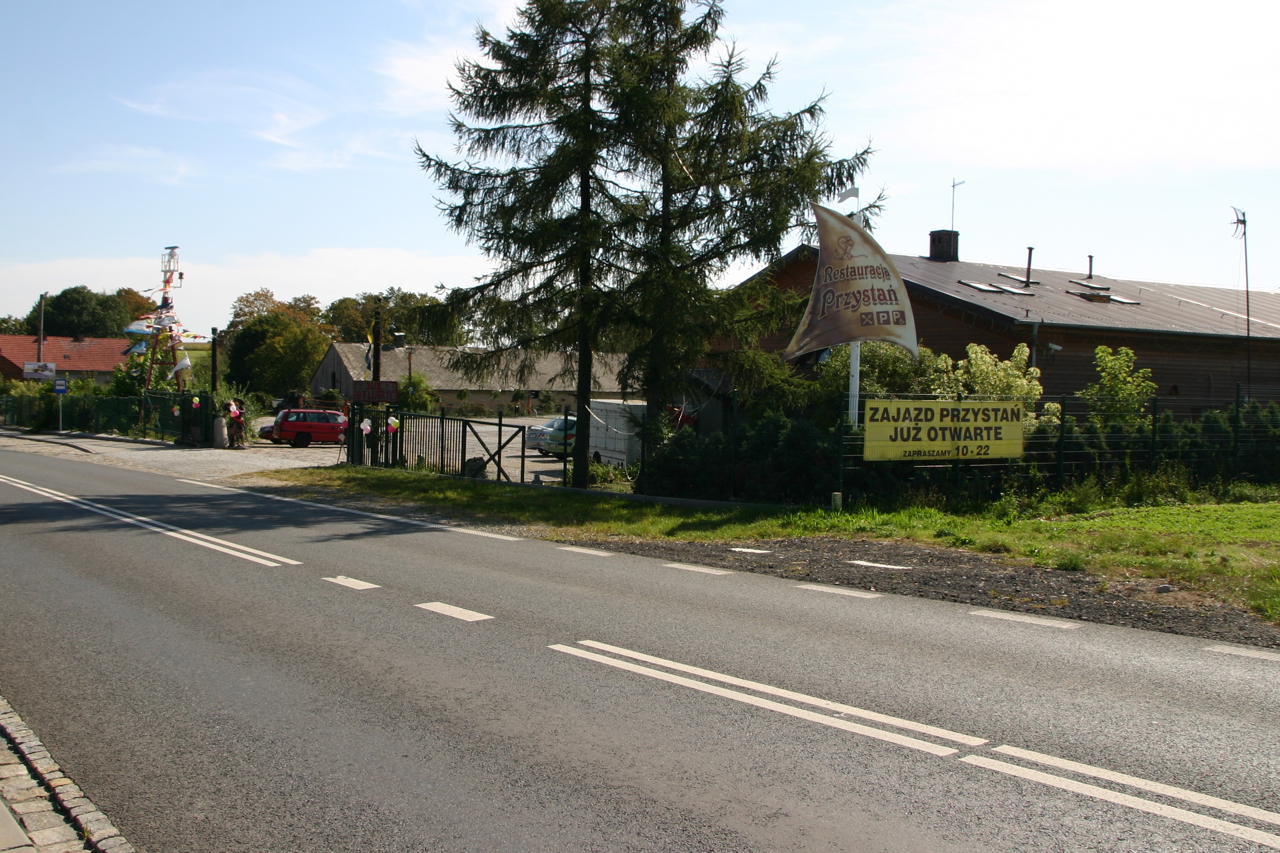
Laskowice.
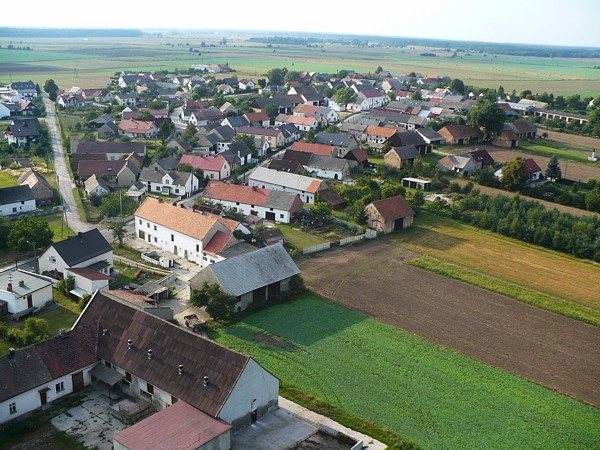
Chrzelice.
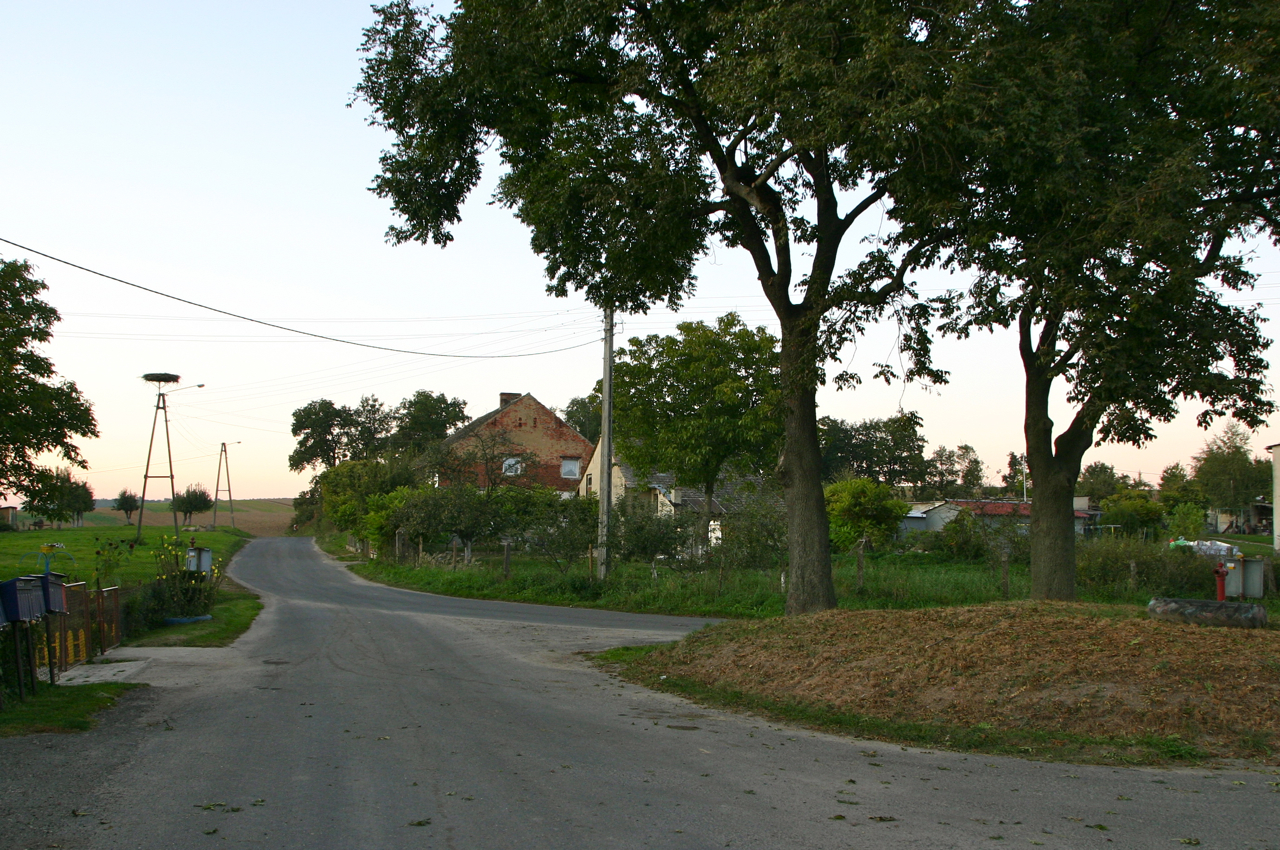
Ciesznów.